# فرآیند اتوفرتاژ

لوله (a) تحت فشار داخلی قرار گرفته و از حد الاستیک (b) خود عبور می کند و یک لایه داخلی از فلز تحت فشار قرار می گیرد (c).

فرایند اتوفرتاژ (به انگلیسی: Autofrettage) یکی از روش‌های افزایش حد تحمل، بهبود و بهینه‌سازی مخازن جدار ضخیم است. اتوفرتاژ باعث ایجاد تنش پسماند فشاری در لایه درونی مخزن جدار ضخیم می‌شود. در این حین رفتار ماده، مثل اثر باوشینگر در بارگزاری و بار برداری‌های مختلف تأثیر زیادی بر فرایند اتوفرتاژ و عمر خستگی این مخازن دارد. با توجه به اینکه این مخازن باید حد تحمل بالایی داشته باشند، عموماً از فولادهای با مقاومت بالا برای ساخت این مخازن استفاده می‌شود؛ که این فولادها اغلب اثر باوشینگر قابل توجهی از خود نشان می‌دهند؛ لذا در راستای بهینه‌سازی این مخازن موضوع اتوفرتاژ و پدیده باوشینگر از اهمیت خاصی برخوردار است.

## تاریخچه
اولین مطالعات انجام شده در مورد طراحی و عملکرد مخازن تحت فشار به منظور طراحی بهینه را ناسا تحت عنوان استانداردهای ایمنی مخازن جدار ضخیم ارائه داد. پس از آن در سال ۱۹۴۱ مقاله‌ای به عنوان تحلیل مخازن جدار ضخیم بلند، تحت انفجار از یک انتها توسط وزارت دفاع آمریکا  منتشر شد، که این تحلیل پس از مدل کردن نوع ماده منفجره و میزان ترکش‌های ایجاد شده پس از انفجار را به صورت تجربی بررسی می‌کرد. این تحقیقات توسط محققین مختلف تا به امروز ادامه داشته و نتایج مختلفی نیز به دست آمده‌است که طراحی مخازن تحت فشار با قابلیت عملکرد بسیار مطلوب را به همراه داشته‌است.

## فرایند اتوفرتاژ

اتوفرتاژ سیلندر یا کره فرایندی است که به منظور افزایش فشارپذیری مخازن جدار ضخیم به کار می‌رود. در این فرایند قبل از استفاده مخزن در شرایط کار، آن را تحت اثر فشاری برابر با فشار شرایط کار قرار می‌دهند که البته این فشار بالاتر از فشار محدوده الاستیک است. پس از برداشتن فشار داخلی از روی مخزن، الگویی از تنش پسماند در جداره مخزن به‌وجود می‌آید که باعث می‌شود جدار داخلی تحت فشار قرار گیرد و سیلندر تا فشار اتوفرتاژ شده دارای رفتار الاستیک باشد. در واقع می‌توان این چنین بیان کرد که در طول بارگذاری در اثر فشار داخلی اعمالی، بخشی از جداره استوانه دچار تغییر شکل مومسان شده و قسمتی به‌صورت الاستیک باقی می‌ماند. پس از باربرداری تنش‌های پسماند فشاری در ناحیه داخلی و تنش‌های پسماند کششی در ناحیه خارج جداره استوانه ایجاد می‌شود که باعث افزایش ظرفیت تحمل فشار در مرحله بعدی بارگزاری خواهد شد.
محققین دریافته‌اند که تنش‌های پسماند فشاری ایجاد شده توسط روش اتوفرتاژ نه تنها باعث افزایش بارپذیری لوله‌ها و مخازن جدار ضخیم می‌گردد، بلکه باعث افزایش عمر خستگی این تجهیزات نیز می‌شود.

## انواع روش‌های اتوفرتاژ
به دو طریق می‌توان در لوله‌های جدا ضخیم فرایند اتوفرتاژ را انجام داد. اول روش اتوفرتاژ هیدرولیکی و دوم روش اتوفرتاژ سنبه پرسی.
در روش اتوفرتاژهیدرولیکی، روغن با فشار در داخل لوله رانده می‌شود و جداره داخلی از مرز تسلیم شدن می‌گذرد. اما در روش اتوفرتاژ سنبه پرسی منبع تأمین فشار کار مکانیکی سنبه است.